# Оши, Ти Джей
Ти́моти Лейф (Ти Джей) О́ши (англ. Timothy Leif "T.J." Oshie; род. 23 декабря 1986, Маунт-Вернон, Вашингтон) — американский хоккеист, правый крайний нападающий. Обладатель Кубка Стэнли 2018 года в составе «Кэпиталз».
Участник чемпионатов мира 2009, 2010 и 2013 годов, Кубка мира 2016 года и Олимпийских игр 2014 года в составе сборной США. Бронзовый призёр чемпионата мира 2013 года.

## Карьера

### «Сент-Луис Блюз»

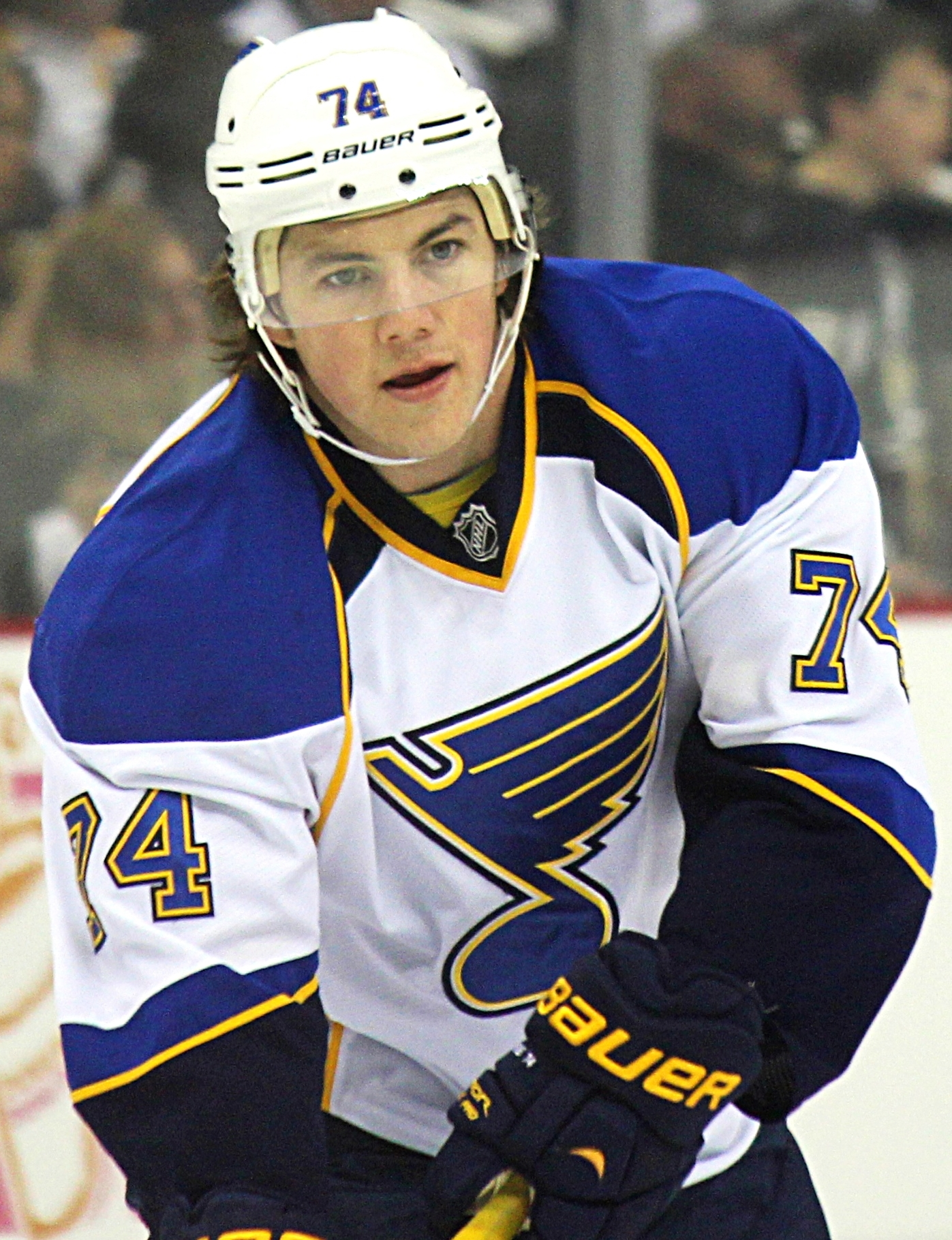
Оши в игре за «Сент-Луис» в 2014 году

Оши был выбран клубом «Сент-Луис Блюз» в первом раунде драфта 2005 года под общим 24-м номером. Однако ещё три сезона он отыграл в WCHA за Норт-Дакота Файтинг Хокс (клуб Университета Северной Дакоты). 13 мая 2008 года он подписал контракт с «Сент-Луисом».
Ти Джей забил свой первый гол в НХЛ 22 октября 2008 года в игре против «Детройта». В конце сезона он выиграл приз НХЛ «Гол года» за шайбу в ворота «Ванкувер Кэнакс», забитую 29 марта 2009 года. В марте 2009 года Ти Джей был признан лучшим новичком месяца. Всего в первом сезоне за 57 игр набрал 39 очков (14+25).
Оши быстро стал одним из лидеров и любимцем болельщиков «Сент-Луиса».
В начале сезона 2010/11 в матче против «Коламбуса» Оши сломал лодыжку в столкновении со шведом Самуэлем Польссоном и пропустил из-за травмы три месяца.
Всего провёл в «Блюз» семь сезонов, сыграв 443 игры и набрав 310 очков (110+200). По окончании сезона 2014/15 был обменян в «Вашингтон Кэпиталз» на Троя Брауэра, голкипера Феникса Копли и выбор в 3-м раунде драфта 2016 года.

### «Вашингтон Кэпиталз»
Оши вошёл в состав первой тройки «Вашингтона», играя на правом краю вместе с двумя лидерами команды Александром Овечкиным и Никласом Бекстрёмом. Он быстро нашёл общий язык со звёздными партнёрами, за первый сезон забил рекордные для себя 26 голов и стал пятым в команде по очкам, внеся весомый вклад в победу «Кэпиталз» в регулярном чемпионате. В первой игре второго раунда плей-офф Оши забил три гола в ворота «Питтсбурга», в том числе победный гол в овертайме. Всего в этом плей-офф Ти Джей забил 6 голов (лучший результат среди игроков «Кэпиталз») и сделал 4 результативные передачи.

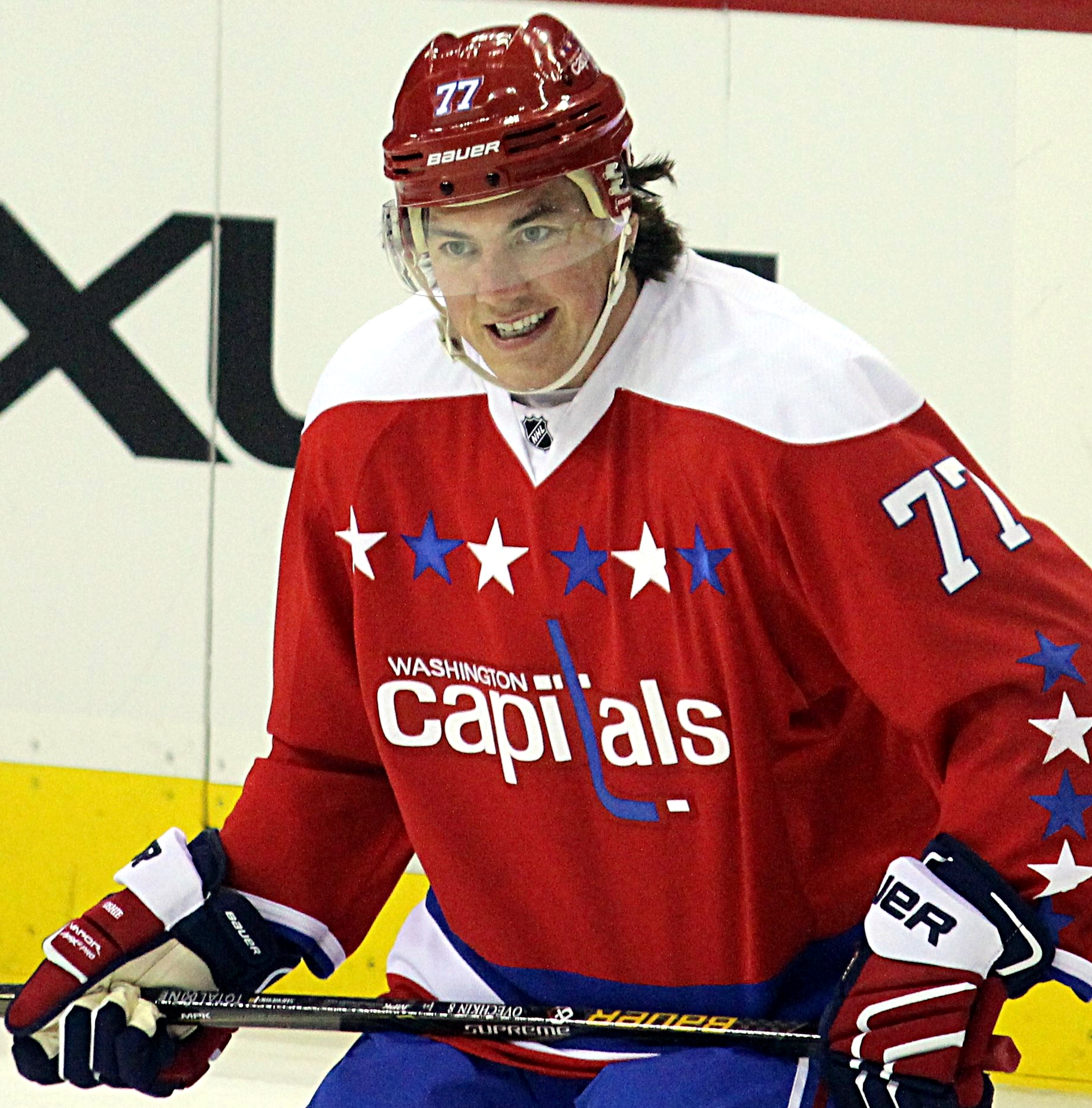
Оши в матче против «Питтсбурга» 7 апреля 2016 года

В сезоне 2016/17 Ти Джей забросил 33 шайбы и разделил в команде первое место по голам с Овечкиным. В плей-офф он набрал 12 очков (4+8), заняв второе место среди бомбардиров команды после Бекстрёма. 23 июня 2017 года Оши заключил новый 8-летний контракт с «Вашингтоном» на общую сумму $ 46 млн.
В сезоне 2017/18 в связи с уходом нескольких ключевых игроков тренер «Вашингтона» Барри Троц переформировал ведущие звенья команды. Оши продолжил играть в звене Бекстрёма, а их партнёром на левом краю вместо Овечкина стал молодой чешский форвард Якуб Врана. Результативность тройки снизилась, в регулярном чемпионате Оши набрал 47 очков (18+29).
Плей-офф 2018 года Ти Джей начинал с травмой нижней части тела, однако не пропустил ни одного матча. В 24 играх плей-офф форвард набрал 21 очко (8+13), в том числе 6 очков (1+5) в пяти играх финала против «Вегаса». 7 июня 2018 года Оши вместе с «Вашингтоном» выиграл первый в истории клуба Кубок Стэнли.
18 января 2024 года сделал хет-трик в ворота «Сент-Луиса» (5:2). Это был 7-й хет-трик Оши в НХЛ и первый с октября 2021 года. 17 февраля 2024 года забросил свою 300-ю шайбу в НХЛ. 16 марта 2024 года сыграл свой 1000-й матч в регулярных сезонах НХЛ.
9 июня 2025 года объявил о завершении профессиональной карьеры хоккеиста.

### Сборная США
Ти Джей Оши регулярно выступает за сборную США. В 2014 году вошёл в состав сборной на Олимпийские игры 2014 года в Сочи. В матче группового этапа против сборной России в серии послематчевых буллитов шесть раз выполнял бросок в ворота Сергея Бобровского, реализовав 4 из них, и, таким образом, принёс победу сборной США.

## Личная жизнь
Отец Ти Джея — представитель группы коренных народов анишинаабе (оджибве).
Прозвище «Ти Джей» дала Тимоти его мать после просмотра фильма 1979 года «Чемпион», в котором одного из героев в исполнении 9-летнего Рики Шродера звали Тимоти Джозеф (Ти Джей) Флинн. Матери Оши показалось, что её сын похож на этого персонажа.
У Ти Джея есть брат Тейлор и сёстры Тауни и Алеа.
Родственники Оши также выступали в НХЛ: двоюродный брат Гэри Сарджент (род. 1954) сыграл более 400 матчей в 1975—1983 годах; троюродный брат Анри Буша (род. 1951) сыграл более 240 матчей, а в 1972 году выиграл серебро в составе сборной США на Олимпийских играх в Саппоро. Буша является представителем народа оджибве.
Женат на Лоурен Косгров. У пары есть сын Кэмпбелл и две дочери: Лила Грейс (род. 2014) и Лени. Семья проживает в штате Виргиния.

## Статистика
| Легенда | Легенда                    | Легенда | Легенда                   | Легенда | Легенда    |
| ------- | -------------------------- | ------- | ------------------------- | ------- | ---------- |
| И       | Количество проведённых игр | Штр     | Штрафное время            | +/−     | Плюс-минус |
| Г       | Голы                       | П       | Голевые передачи          | О       | Очки       |
| -       | Статистика неизвестна      | —       | Статистика не учитывалась |         |            |

## Достижения
| Год        | Команда            | Достижение            |
| ---------- | ------------------ | --------------------- |
| 2016, 2017 | Вашингтон Кэпиталз | Президентский Кубок   |
| 2018       | Вашингтон Кэпиталз | Приз принца Уэльского |
| 2018       | Вашингтон Кэпиталз | Кубок Стэнли          |

| Год  | Команда     | Достижение   | Достижение |
| ---- | ----------- | ------------ | ---------- |
| 2006 | Норт Дакота | Чемпион WCHA |            |

| Год  | Команда | Достижение                       | Достижение |
| ---- | ------- | -------------------------------- | ---------- |
| 2013 | США     | Бронзовый призёр чемпионата мира |            |

| Год  | Команда     | Достижение                                 | Достижение |
| ---- | ----------- | ------------------------------------------ | ---------- |
| 2006 | Норт Дакота | Попадание в Сборную молодых звёзд WCHA     |            |
| 2008 | Норт Дакота | Попадание в первую Сборную всех звёзд WCHA |            |

| Год  | Команда            | Достижение                    | Достижение |
| ---- | ------------------ | ----------------------------- | ---------- |
| 2020 | Вашингтон Кэпиталз | Участник матча всех звёзд НХЛ |            |